# Ilex suichangensis
Ilex suichangensis är en järneksväxtart som beskrevs av Chao Zong Zheng. Ilex suichangensis ingår i släktet järnekar, och familjen järneksväxter. Inga underarter finns listade i Catalogue of Life.